# Comuna Morînți, Zvenîhorodka
Morînți (în ucraineană Моринці) este o comună în raionul Zvenîhorodka, regiunea Cerkasî, Ucraina, formată din satele Hnîleț și Morînți (reședința).

## Demografie
Componența lingvistică a comunei Morînți
     Ucraineană (98,87%)
     Rusă (1,13%)
Conform recensământului din 2001, majoritatea populației comunei Morînți era vorbitoare de ucraineană (98,87%), existând în minoritate și vorbitori de rusă (1,13%).